# The A List
The A List est une série télévisée britannique en vingt-et-un épisodes de vingt-six minutes étalés en deux saisons, créée par Dan Berlinka et Nina Metivier et diffusée entre le 25 octobre 2018 et le 25 juin 2021 sur BBC iPlayer. Elle est diffusée depuis le 30 août 2019 sur Netflix dans le monde.

## Synopsis
Un groupe de jeunes débarque dans un camp de vacances sur une île isolée. De nombreux secrets et rivalités s'installent à l'arrivée de la mystérieuse Amber.Un camp d'été de prime abord idyllique, mais face aux secrets de chacun, les vacances se transforment très vite en un véritable cauchemar. Ils se retrouvent alors coincés sans moyen d'y échapper. Ce qui pourra peut-être les sauver, c'est… l'île elle-même.

## Distribution

### Acteurs principaux
- Lisa Ambalavanar (en) (VF : Christine Braconnier) : Mia
- Ellie Duckles (VF : Marie Giraudon) : Amber
- Savannah Baker (VF : Nadine Girard) : Kayleigh
- Cian Barry (VF : Gilduin Tissier) : Dave (saison 1 - invité saison 2)
- Eleanor Bennett (VF : Nastassja Girard) : Jenna
- Jacob Dudman puis Barnaby Tobias (VF : Aurélien Raynal): Dev
- Benjamin Nugent (VF : Arthur Raynal) : Harry
- Rosie Dwyer (VF : Daria Levannier) : Alex
- Nneka Okoye (VF : Déborah Claude): Mags (saison 1)
- Micheal Ward (en) (VF : Grégory Quidel) : Brendan (saison 1 - invité saison 2)
- Georgina Sadler (VF : Aurélie Konaté) : Petal
- Jack Kane : Zac
- Max Lohan (VF : Glen Hervé) : Luka
- Indianna Ryan : Midge (récurrente saison 1, principale saison 2)
- Bryan Easman : Fitz (saison 2)
- Dylan Brady : Sam Sutherland (saison 2)
- Finty Williams (en) : Dr Shaw (saison 2)
- Abbie Hirst : Dr Kelman (saison 2)

- Version française
  - Studio de doublage : Lylo Media Group
  - Direction artistique : Virginie Ledieu
  - Adaptation des dialogues : Géraldine Godiet, Lisa Rosier-Gordon, Carole Guichard, Ludivine Marcvalter et Lucille Dumoulin

## Production

### Développement
Le 25 octobre 2018, la première saison est diffusée sur BBC iPlayer . En raison de la mauvaise audience, la BBC abandonne le projet. Dès son arrivée sur Netflix, la série retrouve rapidement son public. En fin 2019, Netflix décide de renouveler la série pour une deuxième saison,. Il est ensuite annoncé que cette saison sera diffusée le 25 juin 2021.

### Tournage
Le tournage a lieu à Glasgow en Écosse dans une forêt.

### Fiche technique
Sauf indication contraire, les informations mentionnées dans cette section peuvent être confirmées par la base de données cinématographiques IMDb,  présente dans la section « Liens externes ».
- Titre original : The A List
- Création : Dan Berlinka et Nina Metivier
- Casting : Rob Kelly et Kerrie Mailey
- Réalisation : Patrick Harkins, Jim Shields et Dan Berlinka
- Scénario : Dan Berlinka, Nina Metivier et Kate Davidson
- Costumes : Elaine Robertson
- Photographie : Alan Wright
- Montage : Chris Buckland, Nigel Cattle et Jack Goessens
- Musique : Nick Foster
- Production : Sandra MacIver ; Anne Brogan (coproduction)
- Société de production : Kindle Entertainment (en)
- Sociétés de distribution : BBC iPlayer (Royaume-Uni) ; Netflix (Monde)
- Pays d'origine :  Royaume-Uni
- Langue originale : anglais
- Format : couleur - ratio écran : 16:9 HD
- Genres : thriller, dramatique, teen drama
- Durée : 26 minutes

## Épisodes

### Première saison (2018)
La première saison est diffusée sur BBC iPlayer le 25 octobre 2018 :
1. La voilà enfin (Here She Is At Last)
2. Reprendre le contrôle (Take Back Control)
3. Devenir reine (To Become A Queen)
4. Capturer le roi (Capture The King)
5. Le Coup de grâce (In For The Kill)
6. Loin de chez soi (Far From Home)
7. Rien ne peut survivre seul (Nothing Can Survive Alone)
8. Ce qu'il reste de nous (All That's Left Of Us)
9. Ce que vous étiez autrefois (Who You Used To Be)
10. Poison (Poison)
11. Ce qu'on a laissé derrière nous (What you Left Behind)
12. Cours, Mia, cours (Run, Mia, Run)
13. La Dernière Colombe (The Last Dove)

### Deuxième saison (2021)
La deuxième saison est diffusée sur Netflix le 25 juin 2021 :
1. Une seconde chance (A Second Chance)
2. Vous ne vous souvenez pas de moi (You Don't Remember Me)
3. D'une pierre deux coups (Two Birds, One Stone)
4. On n'a jamais été amies (We Were Never Friends)
5. On ne vaut pas mieux l'un que l'autre (We Deserve Each Other)
6. Parce que je suis comme ça (Because of Who I Am)
7. Vous devez les sauver (Save Them)